# 압둘라흐만 파우지
압둘라흐만 파우지(아랍어: عبد الرحمن فوزي , 1909년 8월 11일 ~ 1988년 10월 16일)는 이집트의 전 축구 선수이다.
파우지는 이집트의 알마스리 SC와 자말렉 SC의 두 클럽에서 활약했다.
또한 1934년 FIFA 월드컵에도 이집트 축구 국가대표팀으로 출전해 이집트의 예선 모든 득점인 2득점을 기록했다.
선수 은퇴 후에는 자말렉 SC와 사우디아라비아 축구 국가대표팀 감독 등을 맡았다.